# Änderungsindex
Ein Änderungsindex ist eine Version beispielsweise einer technischen Zeichnung. Die Begriffe zu Änderungen in technischen Zeichnungen sind aktuell in der Norm DIN EN ISO 10209 definiert, nachdem die DIN 199-4 zurückgezogen wurde.
Die erste Version hat in der Regel den Index 0, bei Änderungen wird dieser um 1 erhöht. Die aktuelle Ausgabe verfügt also über den höchsten Änderungsindex. Alternativ gibt es die Möglichkeit, den Änderungsindex aufsteigend mit Buchstaben darzustellen, also a, b, c, […], z, aa, ab usw. Üblicherweise werden hierfür Großbuchstaben verwendet, wobei die Buchstaben „I“ und „O“ wegen Verwechslungsgefahr mit „l“ und „0“ nicht erlaubt sind. Sie werden beispielsweise bei der Revision von „H“ auf die folgende Version ausgelassen, sodass die nächstfolgende Änderung als „J“ bezeichnet wird. Es ist die Anwendung in Kombination mit maximal drei Buchstaben erlaubt, d. h. nach „ZZ“ folgt dann „AAA“, dann „AAB“ usw., bis nach maximal 13824 ({\displaystyle 24^{3}}) Kombinationsmöglichkeiten diese Systematik ausgereizt ist.
Mit Hilfe dieser Angabe wird somit eine leicht nachvollziehbare Versionsverwaltung durchgeführt, die es erlaubt, auch ältere Varianten eindeutig zu adressieren. So können zu nur einer Zeichnungsnummer prinzipiell beliebig viele Versionen hinterlegt werden.